# بيورن هوكه
بيورن هكه هو مدرس وسياسي ألماني، ولد في 1 أبريل 1972 في لونن في ألمانيا. نشط حزبياً في البديل من أجل ألمانيا. وقد انتخب عضو مجلس الشورى الموحد في تورينغن ‏ خلال فترته النيابية ‏ (2014 – ).

## وصلات خارجية
- بيورن هوكه على موقع IMDb (الإنجليزية)
- بيورن هوكه على موقع مونزينجر (الألمانية)
- بيورن هوكه على موقع قاعدة بيانات الفيلم (الإنجليزية)